# 小貝奇凱雷庫鄉

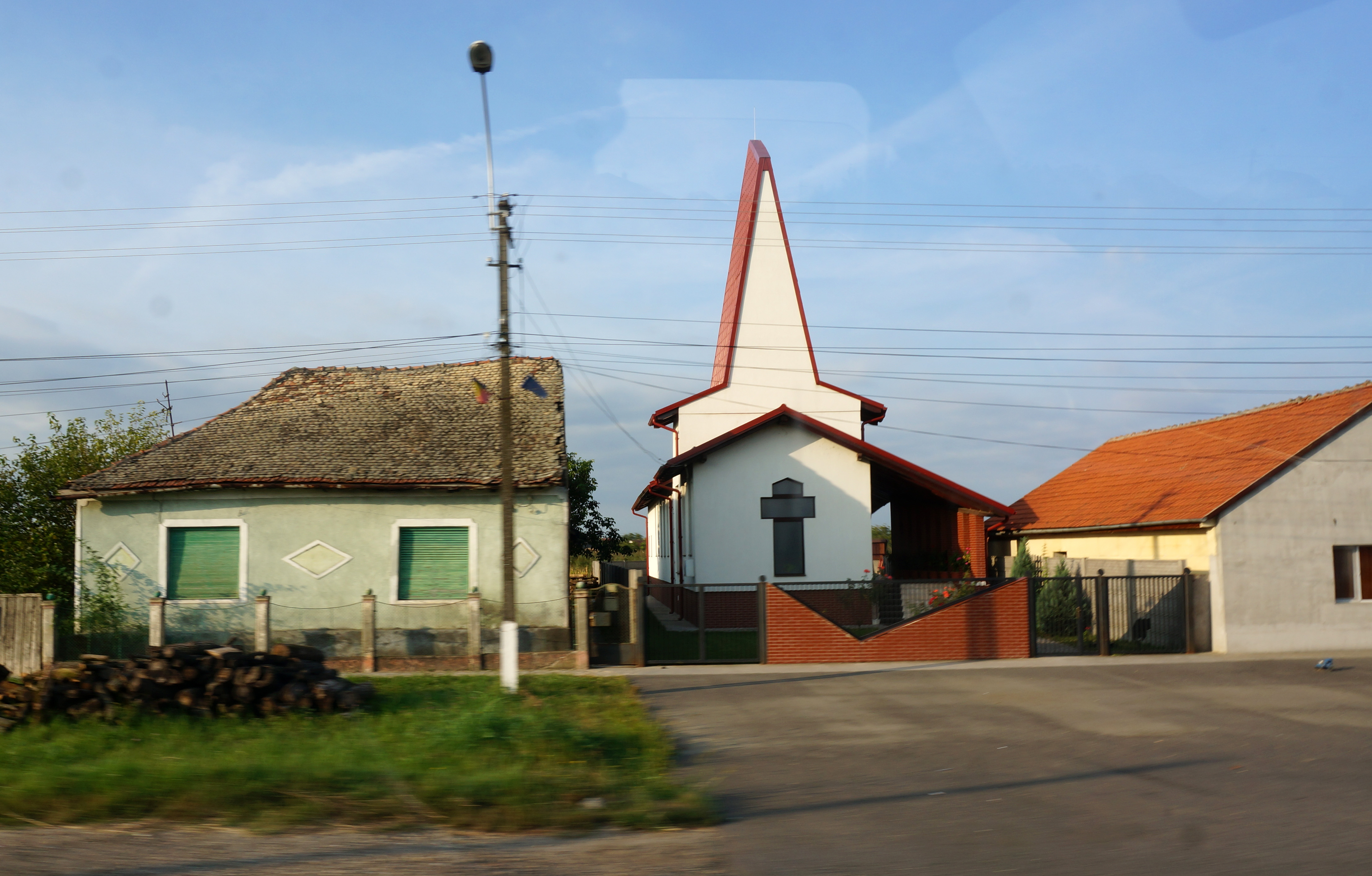

45°50′N 21°03′E / 45.833°N 21.050°E
小貝奇凱雷庫鄉（羅馬尼亞語：Comuna Becicherecu Mic, Timiș），是羅馬尼亞的鄉份，位於該國西部，由蒂米什縣負責管轄，面積105平方公里，海拔高度86米，2002年人口2,589，人口密度每平方公里25人。